# Высотное административное здание «НИИ Дельта»
Высотное административное здание «НИИ Дельта» — офисно-торговый комплекс на пересечении Щёлковского шоссе и Сиреневого бульвара в районе Северное Измайлово Восточного административного округа Москвы.
Данное высотное здание, согласно архитектурно-планировочному заданию, одобренному градостроительным Советом при главном архитекторе города Москвы, строилось как лабораторный корпус для Конструкторского бюро полупроводникового машиностроения (КБПМ) в системе Министерства электронной промышленности. Проект разработан коллективом МГСПИ в составе архитекторов И. Г. Гохарь-Хармандаряна, Ю. И. Никифорова, Л. С. Масолкиной и инженеров: М. В. Любопытова, Ю. П. Румянцева.

## История
Строительные работы были начаты в конце 1971 года. Ввод площадей лабораторно-производственного корпуса (ЛПК) производился частями:
- на конец 1978 года было введено в эксплуатацию 31,2 тыс. м² (ЛПК);
- на конец 1981 года было введено дополнительно 11,445 тыс. м² (ЛПК), 1,7 тыс. м² (автостоянка);
- на конец 1982 года было введено ещё 2,035 тыс. м² (конференц-зал).

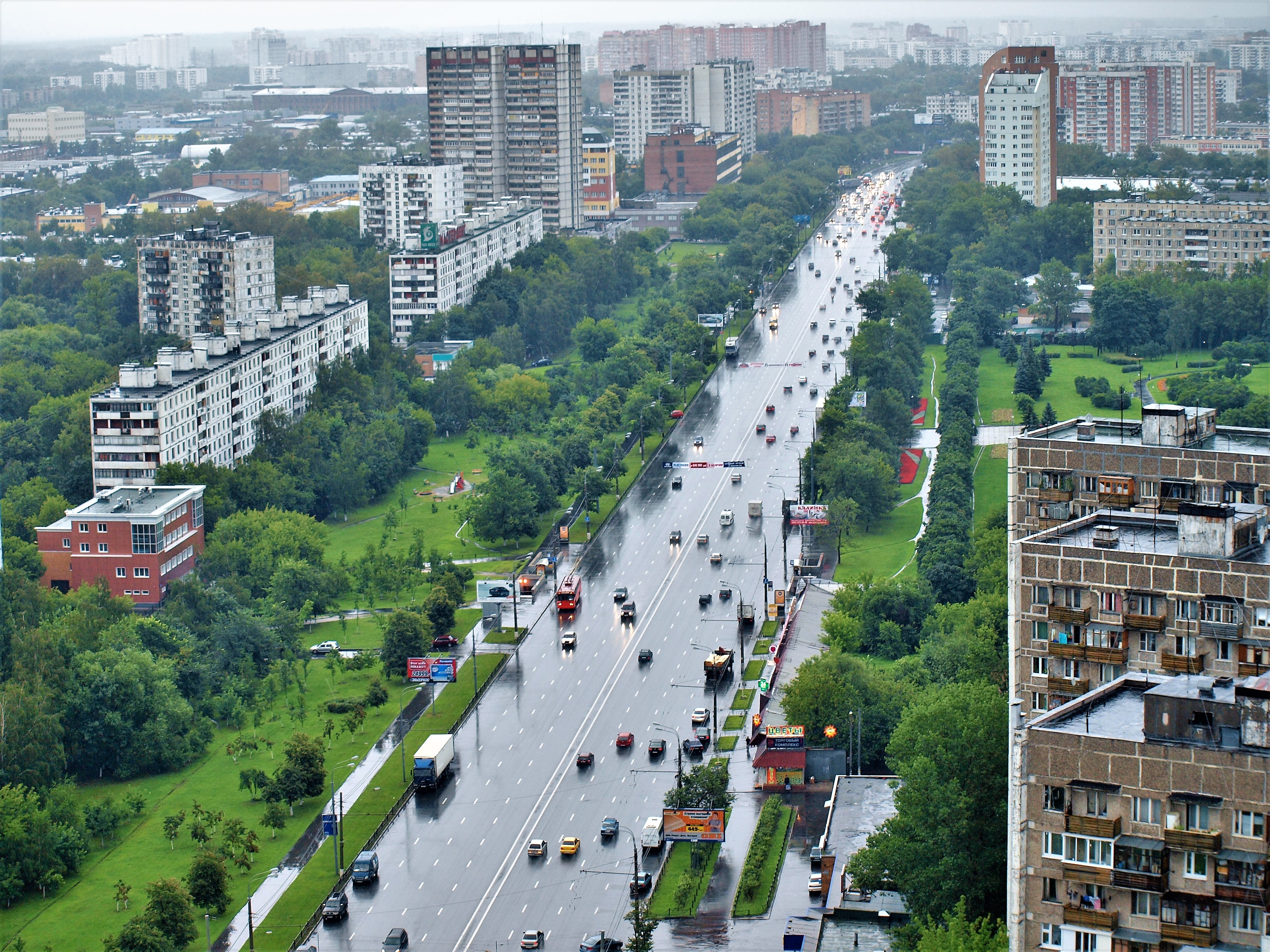
Вид на Щёлковское шоссе

Общая площадь здания с подземным паркингом составляет около 50000 м², пятно застройки — 13446 м²
Здание общей высотой 132 метров имеет уникальную архитектуру и состоит из трёх объёмов, связанных переходными лестницами. Высотная часть делится четырьмя техническими этажами (7, 11, 16, 20-м) на функциональные зоны.
В основании здания — стилобат (одноэтажное сооружение с антресолью), высотой 7,2 м, с размерами в плане 114×108 м.
Основная часть — 25-этажный объём, с размерами в плане — 36×42 м. Высота этажа — 5,5 м. В здании имеются восемь пассажирских и один грузовой лифт, оборудованных системами подпора воздуха.
На кровле здания по проекту предусмотрена вертолётная площадка (впоследствии демонтирована) и размещена группа градирен.
Отдельным объемом над уровнем стилобата находится конференц-зал на 500 мест, с размерами в плане 40×40 м.
Действует автостоянка, которая представляет собой одноэтажное подземное сооружение с эксплуатируемой кровлей.
В 1978 году на частично принятых площадях строящегося высотного здания был размещён Научно-исследовательский институт «Дельта», созданный по приказу Министерства электронной промышленности СССР на базе части Конструкторского бюро полупроводникового машиностроения (КБПМ).
НИИ «Дельта» специализировался на научных исследованиях, разработке и опытном производстве интегральных микросхем для нужд народного хозяйства и спецтехники. Разработки НИИ «Дельта» обеспечили производство радио-, теле- и видеоаппаратуры на базе отечественных микросхем.
Здание прекратило свою деятельность в 1993 году и было переоборудовано в бизнес-центр со сдачей в аренду свободных площадей.
В 2002 году Научно-исследовательский институт «Дельта» стал называться Открытым акционерным обществом «Новая инвестиционная инициатива „Дельта“». Основным направлением его деятельности становится управление недвижимостью и сдача площадей в аренду.
В июле 2023 года, заместитель мэра Москвы по вопросам градостроительной политики и строительства Андрей Бочкарёв сказал что в Северном Измайлово появится многофункциональный комплекс с тремя башнями на месте здания «НИИ Дельта». В этом же самом году здание закрылось для бизнеса и все арендаторы были выселены из здания.
Снос начался в октябре 2024 года.
6 ноября 2024 года, произошло возгорание строительного мусора в шахте лифта.